# پوربلینترا
پوربلینترا (به انگلیسی: Portballintrae) یک منطقهٔ مسکونی در بریتانیا است که در شهرستان انتریم واقع شده‌است. پوربلینترا ۷۳۴ نفر جمعیت دارد.